# Rosewood (serie televisiva)
Rosewood è una serie televisiva statunitense, andata in onda dal 23 settembre 2015 al 28 aprile 2017 sul canale Fox.
Il 7 aprile 2016 la serie viene rinnovata per una seconda stagione. Il 9 maggio 2017 viene cancellata dopo sole due stagioni.
In Italia la serie va in onda dal 17 giugno 2016 su Fox Crime, canale pay della piattaforma Sky, mentre in chiaro è trasmessa dal 7 luglio 2017 su Rai 2.

## Trama
Il dottor Beaumont Rosewood è un anatomopatologo famoso e incredibilmente preparato che ha uno studio privato a Miami, dove conduce autopsie che aiutano la polizia a risolvere i casi più difficili. Nonostante abbia moltissimi problemi di salute è un ottimista e un amante della vita. Collabora con il dipartimento di polizia, soprattutto con la detective Villa, di recente trasferitasi a Miami da New York dopo la morte del marito. Rosewood, grazie al suo buon carattere, riesce a diventare amico della donna e ad indagare con lei su vari casi di omicidio.

## Personaggi e interpreti

### Personaggi principali
- Beaumont Darius Rosewood, Jr., interpretato da Morris Chestnut
- Detective Annalise Villa, interpretata da Jaina Lee Ortiz
- Pippy Rosewood, interpretata da Gabrielle Dennis
- Tara Milly Izikoff, interpretata da Anna Konkle
- Capt./Detective Ira Hornstock, interpretato da Domenick Lombardozzi
- Donna Rosewood, interpretata da Lorraine Toussaint
- Mitchie Mendelson, interpretato da Sam Huntington
- Capt. Ryan Slade, interpretato da Eddie Cibrian

### Personaggi ricorrenti
- Kat Crawford, interpretata da Nicole Ari Parker
- Mike Boyce, interpretato da Taye Diggs
- Felicia, interpretata da Rayna Tharani
- Daisie Villa, interpretata da Lisa Vidal
- Heath Casablanca, interpretato da Sam Witwer
- Dr. Erica Kincaid, interpretata da Joy Bryant
- Cassie, interpretata da Tia Mowry-Hardrict
- Lilian Izikoff, interpretata da Alysia Reiner
- Anita Eubanks, interpretata da Sherri Shepherd

### Guest star
- Dr. Max Cahn, interpretato da Mackenzie Astin
- Dr. Derek Foster, interpretato da Adrian Pasdar
- Beaumont Rosewood Sr., interpretato da Vondie Curtis-Hall
- Agente Giordano, interpretato da Michael Irby
- Agente IAD Malcute, interpretato da Ryan W. Garcia
- Tawnya, interpretata da Letoya Luckett
- Daisy Wick, interpretata da Carla Gallo

## Episodi
| Stagione         | Episodi | Prima TV USA | Prima TV Italia |
| ---------------- | ------- | ------------ | --------------- |
| Prima stagione   | 22      | 2015-2016    | 2016            |
| Seconda stagione | 22      | 2016-2017    | 2017            |